# County of Vermilion River
Das County of Vermilion River ist einer der 63 „municipal districts“ in Alberta, Kanada. Der Verwaltungsbezirk gehört zur „Census Division 10“ und wird der Region Zentral-Alberta zugerechnet. Der Bezirk als solches wurde zum 1. Januar 1944, durch die Zusammenlegung von anderen Verwaltungsbezirken bzw. Teilen von anderen Verwaltungsbezirken, eingerichtet (incorporated als „Muncipal District of Vermilion River No. 450“) und sein Verwaltungssitz befindet sich im Dorf Kitscoty.
Der Verwaltungsbezirk ist für die kommunale Selbstverwaltung in den ländlichen Gebieten sowie den nicht rechtsfähigen Gemeinden, wie Dörfern und Weilern und Ähnlichem, zuständig. Für die Verwaltung der Städte und Kleinstädte in seinen Gebietsgrenzen ist er nicht zuständig.

## Lage
Der „Municipal District“ liegt im Osten der kanadischen Provinz Alberta, etwa 230 km östlich von Edmonton und grenzt im Osten an die benachbarte Provinz Saskatchewan. Der Bezirk wird im Norden vom North Saskatchewan River durchflossen, der für eine kurze Strecke auch die Bezirksgrenze markiert. Der Vermilion River, nachdem der Bezirk seinen Namen hat, durchfließt den Bezirk und mündet dann im nordöstlichen Bereich des Bezirks in den North Saskatchewan River. Im Süden folgt die Bezirksgrenze weitgehend dem Verlauf des Battle Rivers, der den Grenzverlauf direkt darstellt oder dem dieser ungefähr folgt. Im Zentrum des Bezirks befindet sich mit dem Vermilion Provincial Park einer der Provincial Parks in Alberta.
Die Hauptverkehrsachsen des Bezirks sind die in Ost-West-Richtung verlaufenden Alberta Highway 16 (als Yellowhead Highway Teil der nördlichen Route des Trans-Canada Highways) und Alberta Highway 45, sowie die in Nord-Süd-Richtung verlaufenden Alberta Highway 17 und Alberta Highway 41. Außerdem verläuft eine Eisenbahnstrecke der Canadian National Railway durch den Bezirk.
Im Nordosten des Bezirks befindet sich ein Provinzübergreifendes Reservat (Makaoo No. 120) der Onion Lake First Nation, einer Gruppe der First Nation. Laut dem „Census 2016“ leben in dem 36,98 km² großen Teil des Reservat in Alberta 208 Menschen.
| County of St. Paul No. 19  | Municipal District of Bonnyville No. 87     |              |
| County of Two Hills No. 21 | Kompassrose, die auf Nachbargemeinden zeigt | Saskatchewan |
| County of Minburn No. 27   | Municipal District of Wainwright No. 61     |              |

## Bevölkerung
| Jahr | Erhebung          | Einwohner | Änderung | Fläche (km²) | Bev.-dichte (EW/km²) |
| ---- | ----------------- | --------- | -------- | ------------ | -------------------- |
| 2016 | Volkszählung 2016 | 8267      | + 4,6 %  | 5519,75      | 1,5                  |
| 2011 | Volkszählung 2011 | 7905      | + 5,9 %  | 5518,18      | 1,4                  |

## Gemeinden und Ortschaften
Folgende Gemeinden liegen innerhalb der Grenzen des Verwaltungsbezirks:
- Stadt (City): Lloydminster
- Kleinstadt (Town): Vermilion
- Dorf (Village): Kitscoty, Marwayne, Paradise Valley
- Weiler (Hamlet): Blackfoot, Clandonald, Dewberry, Islay, McLaughlin, Rivercourse, Streamstown, Tulliby Lake

Außerdem bestehen noch weitere, noch kleinere Ansiedlungen und Einzelgehöfte. Weiterhin liegen im Bezirk auch Kolonien der Hutterer. Diese Kolonien haben eine dorfähnliche Struktur und in der Regel 100 bis 150 Einwohnern.